# Liste der Monuments historiques in Nanteau-sur-Lunain
Die Liste der Monuments historiques in Nanteau-sur-Lunain führt die Monuments historiques in der französischen Gemeinde Nanteau-sur-Lunain auf.

## Liste der Bauwerke
| Bezeichnung             | Beschreibung | Standort | Kennzeichnung | Schutzstatus | Datum | Bild           |
| ----------------------- | ------------ | -------- | ------------- | ------------ | ----- | -------------- |
| Menhir La Pierre Clouée |              | (Lage)   | PA00087159    | Classé       | 1889  | weitere Bilder |

## Liste der Objekte
Zum Verständnis siehe: Kirchenausstattung
- Monuments historiques (Objekte) in Nanteau-sur-Lunain in der Base Palissy des französischen Kultusministeriums